# Bythiospeum rhenanum
Bythiospeum rhenanum е вид коремоного от семейство Hydrobiidae. Видът не е застрашен от изчезване.

## Разпространение
Разпространен е в Германия, Франция и Швейцария.